# Mai Atef
Mai Mostafa Atef Abdelfattah (en arabe : مي مصطفى عاطف عبد الفتاح), née le 23 octobre 1991, est une nageuse égyptienne.

## Carrière
Mai Atef est médaillée de bronze du relais 4 x 100 mètres quatre nages aux Championnats d'Afrique de natation 2006 à Dakar,. Elle remporte ensuite la médaille d'argent du 4 x 100 mètres quatre nages aux Jeux africains de 2007 à Alger. Elle obtient aux Championnats d'Afrique de natation 2010 à Casablanca la médaille d'argent du 4 x 100 mètres nage libre et la médaille de bronze du 4 x 100 mètres quatre nages.
Aux Jeux panarabes de 2011 à Doha, elle obtient la médaille d'or des relais 4 x 100 mètres nage libre et 4 x 100 mètres quatre nages, la médaille d'argent du 50 mètres nage libre et du 50 mètres brasse et la médaille de bronze du 100 mètres brasse.  Mai Atef remporte ensuite six médailles d'argent aux Championnats d'Afrique de natation 2012 à Nairobi (50 mètres nage libre, 50 mètres brasse, 100 mètres brasse, 200 mètres brasse, 4 x 100 mètres nage libre, 4 x 100 mètres quatre nages).
Elle dispute ensuite les Jeux de la solidarité islamique de 2013 à Palembang, où elle est médaillée d'or du 50 mètres nage libre ainsi que du relais 4 x 100 mètres quatre nages et médaillée d'argent du 50 et 100 mètres brasse et du relais 4 x 100 mètres nage libre.
Aux Jeux africains de 2015 à Brazzaville, Mai Atef est médaillée d'argent du 50 et 100 mètres brasse ainsi que des relais 4 x 100 mètres quatre nages et 4 x 100 mètres nage libre.
Aux Championnats d'Afrique de natation 2016 à Bloemfontein, elle obtient la médaille d'argent des relais 4 x 100 mètres nage libre, 4 x 100 mètres quatre nages et 4 x 100 mètres nage libre mixte ainsi que la médaille de bronze des 50 et 100 mètres brasse.